# Fußball-Club Energie Cottbus 2009-2010
Questa voce raccoglie le informazioni riguardanti il Fußball-Club Energie Cottbus nelle competizioni ufficiali della stagione 2009-2010.

## Stagione
Nella stagione 2009-2010 l'Energie Cottbus, allenato da Claus-Dieter Wollitz, concluse il campionato di 2. Bundesliga al 9º posto. In Coppa di Germania l'Energie Cottbus fu eliminato al secondo turno dal Coblenza.

## Rosa
| N. |                     | Ruolo | Calciatore         |
| -- | ------------------- | ----- | ------------------ |
| 34 | Germania (bandiera) | P     | Frank Lehmann      |
| 30 | Germania (bandiera) | P     | Gerhard Tremmel    |
| 15 | Germania (bandiera) | D     | Alexander Bittroff |
| 13 | Germania (bandiera) | D     | Julian Börner      |
| 25 | Germania (bandiera) | D     | Markus Brzenska    |
| 27 | Romania (bandiera)  | D     | Ovidiu Burcă       |
| 2  | Germania (bandiera) | D     | Thomas Franke      |
| 36 | Germania (bandiera) | D     | Peter Hackenberg   |
| 37 | Germania (bandiera) | D     | Nils Miatke        |
| 3  | Ucraina (bandiera)  | D     | Valerij Sokolenko  |
| 38 | Canada (bandiera)   | D     | Adam Straith       |
| 6  | Brasile (bandiera)  | D     | Vragel da Silva    |
| 17 | Germania (bandiera) | D     | Daniel Ziebig      |
| 4  | Bulgaria (bandiera) | C     | Stanislav Angelov  |
| 5  | Germania (bandiera) | C     | Sascha Dum         |

| N. |                      | Ruolo | Calciatore                 |
| -- | -------------------- | ----- | -------------------------- |
| 28 | Germania (bandiera)  | C     | Clemens Fandrich           |
| 18 | Germania (bandiera)  | C     | Marc-André Kruska          |
| 16 | Germania (bandiera)  | C     | Marco Kurth                |
| 10 | Croazia (bandiera)   | C     | Stiven Rivić               |
| 8  | Brasile (bandiera)   | C     | Roger de Oliveira Bernardo |
| 22 | Germania (bandiera)  | C     | Heiko Schwarz              |
| 20 | Cina (bandiera)      | C     | Shao Jiayi                 |
| 29 | Danimarca (bandiera) | C     | Dennis Sørensen            |
| 32 | Brasile (bandiera)   | A     | Adi Rocha                  |
| 9  | Romania (bandiera)   | A     | Emil Jula                  |
| 11 | Camerun (bandiera)   | A     | Léonard Kweuke             |
| 26 | Germania (bandiera)  | A     | Nils Petersen              |
| 14 | Romania (bandiera)   | A     | Sergiu Radu                |
| 19 | Germania (bandiera)  | A     | Marc-Philipp Zimmermann    |

## Organigramma societario
Area tecnica
- Allenatore: Claus-Dieter Wollitz
- Allenatore in seconda: Markus Feldhoff, Matthias Grahé
- Preparatore dei portieri: Antonio Ananiev, Ronny Zeiß
- Preparatori atletici:

## Risultati

### 2. Bundesliga

#### Girone di andata
| Arbitro: | Wingenbach |

|                                |           |           |
| Radu 23’ Bittroff 45’ Jula 63’ | Marcatori | 27’ Thurk |

| Arbitro: | Stark |

|                       |           |                   |
| Wagner 45’ Bodzek 83’ | Marcatori | 41’ Shao 59’ Jula |

| Arbitro: | Steuer |

|          |           |                                             |
| Shao 16’ | Marcatori | 37’ (rig.), 44’ Allagui 63’ Ghasemi-Nobakht |

| Arbitro: | Schmidt |

|  |           |                   |
|  | Marcatori | 18’ Jula 46’ Shao |

| Arbitro: | Gräfe |

|               |           |                                               |
| Shao 36’, 43’ | Marcatori | 19’ Langkamp 53’ Timm 63’ Stindl 90’ Iashvili |

| Arbitro: | Bandurski |

|                                                                |           |             |
| Sağlık 17’ (rig.) Manno 27’ Brückner 41’ Brandy 84’ Löning 88’ | Marcatori | 15’ Angelov |

| Arbitro: | Grudzinski |

|                                 |           |  |
| Sokolenko 21’ Jula 45’ Radu 65’ | Marcatori |  |

| Arbitro: | Thielert |

|         |           |              |
| Auer 9’ | Marcatori | 80’ Fandrich |

| Arbitro: | Rafati |

|            |           |                         |
| Kweuke 26’ | Marcatori | 45’ Iličević 54’ Paljić |

| Arbitro: | Schalk |

|           |           |            |
| Kruse 67’ | Marcatori | 56’ Kweuke |

| Arbitro: | Wingenbach |

|                          |           |  |
| Federico 31’ Katongo 68’ | Marcatori |  |

| Arbitro: | Ittrich |

|                 |           |  |
| Radu 62’ (rig.) | Marcatori |  |

| Arbitro: | Steinhaus |

|                 |           |          |
| Harnik 64’, 85’ | Marcatori | 57’ Jula |

| Arbitro: | Hartmann |

|                                   |           |  |
| Straith 15’ Jula 47’ Bittroff 73’ | Marcatori |  |

| Arbitro: | Welz |

|                |           |            |
| Mattuschka 24’ | Marcatori | 62’ Kweuke |

| Cottbus 14 dicembre 2009, ore 20:15 CET 16ª giornata | Energie Cottbus | 0 – 0 referto | Hansa Rostock | Stadion der Freundschaft (13 311 spett.)\| Arbitro: \| Brych \| |
| Arbitro:                                             | Brych           |               |               |                                                                 |

| Arbitro: | Zwayer |

|  |           |                                             |
|  | Marcatori | 19’ Shao 36’ Kruska 53’ Kweuke 90’ Petersen |

#### Girone di ritorno
| Arbitro: | Gräfe |

|                               |           |          |
| Torghelle 16’, 31’ Ndjeng 61’ | Marcatori | 74’ Shao |

| Arbitro: | Sippel |

|  |           |            |
|  | Marcatori | 90’ Baljak |

| Arbitro: | Dingert |

|           |           |  |
| Nöthe 90’ | Marcatori |  |

| Arbitro: | Thielert |

|              |           |              |
| Petersen 82’ | Marcatori | 11’ Kapllani |

| Arbitro: | Fischer |

|  |           |                       |
|  | Marcatori | 57’ Petersen 74’ Jula |

| Arbitro: | Christ |

|          |           |                         |
| Jula 34’ | Marcatori | 53’ Sağlık 73’ Brückner |

| Francoforte sul Meno 26 febbraio 2010, ore 18:00 CET 24ª giornata | FSV Francoforte | 0 – 0 referto | Energie Cottbus | Frankfurter Volksbank Stadion (3 124 spett.)\| Arbitro: \| Grudzinski \| |
| Arbitro:                                                          | Grudzinski      |               |                 |                                                                          |

| Arbitro: | Leicher |

|                             |           |                  |
| Petersen 36’, 42’ Rivić 58’ | Marcatori | 53’ (rig.) Demai |

| Arbitro: | Kempter |

|                                             |           |                   |
| Rodnei 3’ Sam 24’ (rig.), 39’ Jendrišek 61’ | Marcatori | 69’ (rig.) Kruska |

| Arbitro: | Dingert |

|  |           |           |
|  | Marcatori | 53’ Takyi |

| Arbitro: | Stieler |

|                                     |           |             |
| Angelov 27’ Jula 36’ Rivić 77’, 81’ | Marcatori | 31’ Risgård |

| Arbitro: | Fischer |

|            |           |                         |
| Rösler 35’ | Marcatori | 9’ Petersen 39’ Angelov |

| Arbitro: | Schößling |

|                                          |           |                    |
| Rivić 56’ Petersen 69’ Shao 81’ Jula 83’ | Marcatori | 65’ Oehrl 79’ Gaus |

| Arbitro: | Fritz |

|                                        |           |                    |
| Şmïdtgal' 9’, 83’ König 73’ Gordon 86’ | Marcatori | 36’ (aut.) Miletic |

| Arbitro: | Aytekin |

|                                     |           |                                 |
| Petersen 5’, 12’ Jula 57’ Rivić 61’ | Marcatori | 35’ Peitz 86’ (rig.) Mattuschka |

| Rostock 2 maggio 2010, ore 17:30 CEST 33ª giornata | Hansa Rostock | 0 – 0 referto | Energie Cottbus | DKB-Arena (25 000 spett.)\| Arbitro: \| Schalk \| |
| Arbitro:                                           | Schalk        |               |                 |                                                   |

| Arbitro: | Ittrich |

|                                                   |           |           |
| Kruska 3’ (rig.) Kweuke 47’ Petersen 73’ Jula 82’ | Marcatori | 61’ Busch |

### Coppa di Germania
| Arbitro: | Steinhaus |

|            |           |                           |
| Tüting 44’ | Marcatori | 4’ Jula 37’ Shao 82’ Radu |

| Arbitro: | Fischer |

|                                            |           |                      |
| Stieber 14’ Everson 52’, 104’ Geißler 120’ | Marcatori | 9’ Jula 79’ Sørensen |

## Statistiche

### Statistiche di squadra
| Competizione      | Punti | In casa | In casa | In casa | In casa | In casa | In casa | In trasferta | In trasferta | In trasferta | In trasferta | In trasferta | In trasferta | Totale | Totale | Totale | Totale | Totale | Totale | DR |
| Competizione      | Punti | G       | V       | N       | P       | Gf      | Gs      | G            | V            | N            | P            | Gf           | Gs           | G      | V      | N      | P      | Gf     | Gs     | DR |
| ----------------- | ----- | ------- | ------- | ------- | ------- | ------- | ------- | ------------ | ------------ | ------------ | ------------ | ------------ | ------------ | ------ | ------ | ------ | ------ | ------ | ------ | -- |
| 2. Bundesliga     | 47    | 17      | 9       | 2       | 6       | 35      | 22      | 17           | 4            | 6            | 7            | 20           | 27           | 34     | 13     | 8      | 13     | 55     | 49     | +6 |
| Coppa di Germania | -     | 0       | 0       | 0       | 0       | 0       | 0       | 2            | 1            | 0            | 1            | 5            | 5            | 2      | 1      | 0      | 1      | 5      | 5      | 0  |
| Totale            | -     | 17      | 9       | 2       | 6       | 35      | 22      | 19           | 5            | 6            | 8            | 25           | 32           | 36     | 14     | 8      | 14     | 60     | 54     | +6 |

### Andamento in campionato
| Giornata  | 1 | 2 | 3 | 4 | 5 | 6  | 7 | 8  | 9  | 10 | 11 | 12 | 13 | 14 | 15 | 16 | 17 | 18 | 19 | 20 | 21 | 22 | 23 | 24 | 25 | 26 | 27 | 28 | 29 | 30 | 31 | 32 | 33 | 34 |
| --------- | - | - | - | - | - | -- | - | -- | -- | -- | -- | -- | -- | -- | -- | -- | -- | -- | -- | -- | -- | -- | -- | -- | -- | -- | -- | -- | -- | -- | -- | -- | -- | -- |
| Luogo     | C | T | C | T | C | T  | C | T  | C  | T  | T  | C  | T  | C  | T  | C  | T  | T  | C  | T  | C  | T  | C  | T  | C  | T  | C  | C  | T  | C  | T  | C  | T  | C  |
| Risultato | V | N | P | V | P | P  | V | N  | P  | N  | P  | V  | P  | V  | N  | N  | V  | P  | P  | P  | N  | V  | P  | N  | V  | P  | P  | V  | V  | V  | P  | V  | N  | V  |
| Posizione | 3 | 4 | 7 | 5 | 7 | 14 | 8 | 10 | 12 | 11 | 12 | 12 | 12 | 11 | 11 | 11 | 10 | 11 | 13 | 14 | 13 | 12 | 12 | 12 | 11 | 13 | 13 | 12 | 10 | 10 | 12 | 10 | 10 | 9  |

Legenda:

Luogo: C = Casa; T = Trasferta. Risultato: V = Vittoria; N = Pareggio; P = Sconfitta.

### Statistiche dei giocatori
| Giocatore     | 2. Bundesliga | 2. Bundesliga | 2. Bundesliga | 2. Bundesliga | Coppa di Germania | Coppa di Germania | Coppa di Germania | Coppa di Germania | Totale   | Totale | Totale      | Totale     |
| Giocatore     | Presenze      | Reti          | Ammonizioni   | Espulsioni    | Presenze          | Reti              | Ammonizioni       | Espulsioni        | Presenze | Reti   | Ammonizioni | Espulsioni |
| ------------- | ------------- | ------------- | ------------- | ------------- | ----------------- | ----------------- | ----------------- | ----------------- | -------- | ------ | ----------- | ---------- |
| F. Lehmann    | 1             | 0             | 0             | 0             | -                 | -                 | -                 | -                 | 1        | 0      | 0           | 0          |
| G. Tremmel    | 34            | 0             | 2             | 0             | 1                 | 0                 | 0                 | 0                 | 35       | 0      | 2           | 0          |
| A. Bittroff   | 22            | 2             | 5             | 0             | 2                 | 0                 | 0                 | 0                 | 24       | 2      | 5           | 0          |
| J. Börner     | 1             | 0             | 0             | 0             | -                 | -                 | -                 | -                 | 1        | 0      | 0           | 0          |
| M. Brzenska   | 31            | 0             | 9             | 1             | 2                 | 0                 | 0                 | 0                 | 33       | 0      | 9           | 1          |
| O. Burcă      | 32            | 0             | 6             | 0             | 2                 | 0                 | 1                 | 0                 | 34       | 0      | 7           | 0          |
| T. Franke     | 3             | 0             | 0             | 0             | -                 | -                 | -                 | -                 | 3        | 0      | 0           | 0          |
| P. Hackenberg | -             | -             | -             | -             | -                 | -                 | -                 | -                 | -        | -      | -           | -          |
| N. Miatke     | 13            | 0             | 3             | 0             | 2                 | 0                 | 0                 | 0                 | 15       | 0      | 3           | 0          |
| V. Sokolenko  | 4             | 1             | 1             | 0             | 1                 | 0                 | 0                 | 0                 | 5        | 1      | 1           | 0          |
| A. Straith    | 23            | 1             | 1             | 0             | -                 | -                 | -                 | -                 | 23       | 1      | 1           | 0          |
| V. Silva      | -             | -             | -             | -             | -                 | -                 | -                 | -                 | -        | -      | -           | -          |
| D. Ziebig     | 3             | 0             | 0             | 0             | -                 | -                 | -                 | -                 | 3        | 0      | 0           | 0          |
| S. Angelov    | 31            | 3             | 6             | 0             | 1                 | 0                 | 0                 | 0                 | 32       | 3      | 6           | 0          |
| S. Dum        | 21            | 0             | 5             | 0             | 1                 | 0                 | 1                 | 0                 | 22       | 0      | 6           | 0          |
| C. Fandrich   | 10            | 1             | 1             | 0             | -                 | -                 | -                 | -                 | 10       | 1      | 1           | 0          |
| M. Kruska     | 28            | 3             | 13            | 0             | 1                 | 0                 | 0                 | 0                 | 29       | 3      | 13          | 0          |
| M. Kurth      | 25            | 0             | 5             | 0             | 2                 | 0                 | 1                 | 0                 | 27       | 0      | 6           | 0          |
| S. Rivić      | 23            | 5             | 5             | 0             | -                 | -                 | -                 | -                 | 23       | 5      | 5           | 0          |
| Roger         | 8             | 0             | 1             | 0             | -                 | -                 | -                 | -                 | 8        | 0      | 1           | 0          |
| H. Schwarz    | 5             | 0             | 0             | 0             | -                 | -                 | -                 | -                 | 5        | 0      | 0           | 0          |
| J. Shao       | 25            | 8             | 2             | 0             | 1                 | 1                 | 1                 | 0                 | 26       | 9      | 3           | 0          |
| D. Sørensen   | 7             | 0             | 1             | 0             | 1                 | 1                 | 1                 | 0                 | 8        | 1      | 2           | 0          |
| Adi           | -             | -             | -             | -             | -                 | -                 | -                 | -                 | -        | -      | -           | -          |
| E. Jula       | 33            | 12            | 3             | 1             | 2                 | 2                 | 0                 | 0                 | 35       | 14     | 3           | 1          |
| L. Kweuke     | 29            | 5             | 1             | 0             | 1                 | 0                 | 0                 | 0                 | 30       | 5      | 1           | 0          |
| N. Petersen   | 22            | 10            | 0             | 0             | 1                 | 0                 | 0                 | 0                 | 23       | 10     | 0           | 0          |
| S. Radu       | 22            | 3             | 2             | 0             | 2                 | 1                 | 0                 | 0                 | 24       | 4      | 2           | 0          |
| M. Zimmermann | 1             | 0             | 0             | 0             | 1                 | 0                 | 0                 | 0                 | 2        | 0      | 0           | 0          |
| M. Kukiełka   | 2             | 0             | 0             | 0             | -                 | -                 | -                 | -                 | 2        | 0      | 0           | 0          |
| I. Mitreski   | 13            | 0             | 1             | 0             | 2                 | 0                 | 1                 | 0                 | 15       | 0      | 2           | 0          |
| L. Hirschfeld | -             | -             | -             | -             | 1                 | 0                 | 0                 | 0                 | 1        | 0      | 0           | 0          |
| T. Rost       | -             | -             | -             | -             | 1                 | 0                 | 0                 | 0                 | 1        | 0      | 0           | 0          |